# Le Maître d'école
Le Maître d'école er en fransk film fra 1981 instrueret af Claude Berri.

## Handling
Tekst mangler, hjælp os med at skrive teksten

## Medvirkende
- Coluche som Gérard Barbier
- Josiane Balasko som Mlle Lajoie
- Jacques Debary : Direktør
- Charlotte de Turckheim	som : Charlotte